# Ingrid Pitt
Ingrid Pitt, właściwie Ingoushka Petrov (ur. 21 listopada 1937 w Warszawie, zm. 23 listopada 2010 w Londynie) – pisarka i aktorka, szczególnie znana z horrorów z przełomu lat 60. i 70. Przez większość życia mieszkała i pracowała w Wielkiej Brytanii.

## Życiorys
Urodziła się w Warszawie. Jej ojciec był Niemcem, a matka polską Żydówką. W wieku pięciu lat wraz z matką zostały uwięzione w niemieckim obozie koncentracyjnym Stutthof. Ocalała z Zagłady (w 1997 r. wyznała dziennikarzowi Independent, że komora gazowa w której była zamknięta nie zadziałała), wyjechała do Berlina, gdzie zaczęła występować jako aktorka.
Po podziale Berlina w latach 1950. postanowiła uciec do jego zachodniej części. Uciekając przepłynęła wpław Sprewę, stamtąd uratował ją amerykański żołnierz, z którym wyjechała następnie do Kalifornii i z którym zawarła związek małżeński. Małżeństwo to było nieudane i zakończyło się rozwodem.
Prawdziwy przełom przyszedł w 1968, kiedy Pitt wystąpiła u boku Clinta Eastwooda i Richarda Burtona w słynnym filmie Tylko dla orłów. Artystka nie związała jednak swojej kariery z filmami wojennymi. Ingrid Pitt zapisała się przede wszystkim, jako aktorka słynnej wytwórni Hammer, specjalizującej się w gotyckich filmach grozy.

## Twórczość literacka
- The Mammoth Book of Vampire Stories by Women, wyd. Carroll & Graf, 2001.
- The Ingrid Pitt Book Of Murder, Torture And Depravity, wyd. B.T. Batsford, 2003.
- Life’s A Scream – The Autobiography of Ingrid Pitt, wyd. Heinemann, 1999.
- The Ingrid Pitt Bedside Companion For Ghosthunters, wyd. Batsford, 2003.
- The Ingrid Pitt Bedside Companion For Vampire Lovers, wyd. Batsford, 1998.
- Ingrid Pitt: darkness before dawn: the revised and expanded autobiography of Life’s a scream, wyd. Luminary Press, 2004.
- Katarina, wyd. Methuen, 1986.

## Wybrana filmografia
- 2008: Beyond the Rave jako Matka Tooleya
- 2008: Sea of Dust jako Anna
- 2006: Minotaur jako Sybil
- 1971: Dom wampirów jako Carla Lynde
- 1971: Hrabina Dracula jako Hrabina Elisabeth Nadasdy
- 1971–1972: Jason King jako Nadine
- 1970: Wampiryczni kochankowie jako Marcilla/Carmilla/Mircalla Karnstein
- 1968: Tylko dla orłów jako Heidi